# René Merkelbach
René Merkelbach (Tilburg, 14 september 1966) is een Nederlandse componist, pianist en producer.

## Loopbaan
Hij componeerde en produceerde diverse stukken voor attractiepark de Efteling. Zijn eerste werk voor de Efteling was de winterse variant van de paddenstoelenmuziek die vanaf 1999 tijdens de Winter Efteling te horen is. Later componeerde hij ook complete soundtracks voor attracties als De Vliegende Hollander, Joris en de Draak en Raveleijn. Samen met de Efteling en Marco Kuypers arrangeerde hij de muziek voor Aquanura. Hij componeerde ook muziek voor de Eftelingwinkels en -restaurants, Sprookjesboom de Musical, Assepoester en De nieuwe kleren van de keizer in het Sprookjesbos en voor diverse tv-producties van de Efteling (onder andere Sprookjes van Raveleijn, Klaas Vaak, Marjolein en het geheim van het slaapzand, De Grobbebollen maken lol en De Schatkamer),  Max & Moritz. componeerde hij de muziek. Ook componeerde hij de muziek voor de nieuwste attractie Danse Macabre.
Merkelbach werkte ook voor onder meer Within Temptation, Anneke van Giersbergen, Krezip, Ayreon, K-otic, Gorefest en Racoon. Naast het studiowerk van de bovengenoemde bands schrijft hij muziek voor onder andere tv-commercials en tv-series (Wolfseinde, Tien torens diep en Raveleijn).

## Portfolio

### Efteling
- Piraña
- Pardoes Promenade
- PandaDroom
- Fabula
- De Vliegende Hollander
- Assepoester
- Bosrijk (Klaas Vaak)
- Raveleijn
- Joris en de Draak
- De Nieuwe Kleren van de Keizer
- Aquanura
- Baron 1898
- Pinokkio
- Parkmuziek
- Symbolica
- Max & Moritz
- De Zes Zwanen
- Sirocco (Wereld van Sindbad)
- Archipel (Wereld van Sindbad)
- Efteling Wonderland
- Oude Tufferbaan (vanaf 2019)
- Nest!

### Overige
- This is Holland